# 1999 XS35
1999 XS35 هو كويكب ومن الأجسام القريبة من الأرض اكتشف في عام 1999  ولة مدار مشابة للمذنب - نصف المحور الرئيسي 17.8 وحدة فلكية والانحراف هو 0.94
مدار كويكب 1999 XS35 عندما يكون في الحضيض (أقرب نقطة من الشمس ) يكون على بعد 0.9 وحدة فلكية إلى الشمس، بينما في الأوج فأن مدارة يتجاوز مدار نبتون .
1999 XS35 جاء إلى الحضيض في 21 أكتوبر 1999 , ومر 0.0453 AU (6,780,000 كـم؛ 4,210,000 ميل) من الأرض في 5 نوفمبر 1999 
واكتشف بواسطة مرصد لويل للبحث عن الأجرام القريبة من الأرض في 2 كانون الأول 1999 وكان القدر الظاهري لة حوالي 16.9

## وصلات خارجية
- Orbital simulation from JPL (Java) / Ephemeris
- 1999 XS35 في قاعدة بيانات مختبر الدفع النفاث لأجرام النظام الشمسي الصغيرة

- الاكتشاف · مخطط المدار ·  العناصر المدارية · المعلمات المادية